# Halsbandlemminge
Die Halsbandlemminge (Dicrostonyx) sind eine Gattung arktischer Wühlmäuse, die über Sibirien, Nordkanada und Alaska verbreitet sind. Obwohl sie dem Berglemming in vielerlei Hinsicht sehr ähnlich sind, werden sie nicht mehr zur Tribus Lemmini gezählt, da neue Untersuchungen Anlass zu der Vermutung gegeben haben, dass die Lemmini und die Halsbandlemminge unterschiedlichen Ursprungs sind und die Gemeinsamkeiten auf konvergenter Evolution beruhen.

## Merkmale
Halsbandlemminge haben eine Kopfrumpflänge von 10 bis 15 cm, hinzu kommt ein nur ein bis zwei Zentimeter langer Schwanz. Das Fell ist im Sommer je nach Art grau, beige oder rotbraun. Im Winter wird es rein weiß. Halsbandlemminge sind die einzigen Nagetiere mit einem weißen Winterfell, wie es für andere Säugetiere (Schneehase, Hermelin) ebenfalls charakteristisch ist.
Mit den Lemmini haben Halsbandlemminge den gedrungenen Körperbau und den Stummelschwanz gemeinsam, ebenso den arktischen Lebensraum. Einmalig ist bei ihnen das jahreszeitliche Anwachsen der dritten und vierten Kralle der Vorderbeine. Diese haben im Sommer eine normale Größe, wachsen im Winter aber beträchtlich an und werden dicker und stärker. So können sie selbst in gefrorener Erde noch graben.
Halsbandlemminge nutzen im Sommer Baue, die sie im Tundraboden graben. Ein bis zu sechs Meter langer Tunnel führt zu einer Nestkammer, die einen Durchmesser von 15 cm hat und mit Gras ausgepolstert wird. Im Winter begnügen sich die meisten Halsbandlemminge mit Tunneln im Schnee. Ihre Nahrung sind im Sommer Gräser, Blüten und Früchte, im Winter Rinde, Zweige und Knospen.
Das weiße Winterfell der Halsbandlemminge wird von manchen Eskimos zur Herstellung von Kleidung genutzt, hat aber überregional keine Bedeutung.

## Arten
Jarrell und Fredga erkannten 1993 die folgenden drei Arten an:
- Echter Halsbandlemming oder Gabelkrallenlemming, Dicrostonyx torquatus, sibirische Tundra
- Nördlicher Halsbandlemming, Dicrostonyx groenlandicus, Grönland, Nunavut, Nordwest-Territorien, Yukon, Alaska
- Ungava-Halsbandlemming, Dicrostonyx hudsonius, nördl. Québec, Festland von Neufundland und Labrador

Die Zahl der Arten ist allerdings umstritten. Manchmal wurden alle Halsbandlemminge einer einzigen Art zugeordnet; Wilson und Reeder unterscheiden hingegen elf Arten, neben den oben genannten vor allem Endemiten von arktischen Inseln.
Weitere Arten:
- Nelson-Halsbandlemming (Dicrostonyx nelsoni)
- Richardson-Halsbandlemming (Dicrostonyx richardsoni)
- Ogilvie-Mountains-Halsbandlemming (Dicrostonyx nunatakensis)
- Unalaska-Halsbandlemming (Dicrostonyx unalascensis)
- Wrangel-Halsbandlemming (Dicrostonyx vinogradovi)